# Heinrich Kreipe
Karl Heinrich Georg Ferdinand Kreipe (5 de junio de 1895-14 de junio de 1976) fue un soldado de carrera alemán quien sirvió tanto en la I Guerra Mundial como en la II Guerra Mundial. Mientras lideraba las fuerzas alemanas en la ocupada Creta en abril de 1944, fue secuestrado por los oficiales británicos del SOE Patrick Leigh Fermor y William Stanley Moss, con el apoyo de la resistencia cretense.

## Carrera
Nacido en 1895, era el decimotercer hijo de un pastor luterano de Hannóver. Luchó en la I Guerra Mundial, participando en la Batalla de Verdún donde ganó la Cruz de Hierro de Primera Clase. Después de la guerra, se unió al Freikorps, y después al nuevo Reichswehr en octubre de 1919. Para 1939, Kreipe atendía al rango de coronel en la Wehrmacht.

### II Guerra Mundial
Como comandante del Regimiento de Infantería 909 de la 58.ª División de Infantería, Kreipe participó en la Batalla de Francia y en el camino hacia Leningrado luchando en Kuban durante la Operación Barbarroja. Recibió la Cruz de Caballero de la Cruz de Hierro el 13 de octubre de 1941. Kreipe permaneció en el frente de Leningrado hasta mayo de 1942, cuando fue transferido de nuevo a Alemania, donde asumió posiciones administrativas y docentes. En junio-octubre de 1943, retornó al frente oriental, donde lideró la 79.ª División de Infantería. El 1 de marzo de 1944, Kreipe fue seleccionado Comandante de la 22.ª División de Paracaidistas, operando en Creta, remplazando al General Friedrich-Wilhelm Müller, quien había sido hecho comandante alemán de Creta en Chania.

### Secuestro por agentes griegos y británicos
En la primavera de 1944 los Aliados tramaron un plan para secuestrar al General Müller, cuyas duras medidas represivas le ganaron el apodo del «Carnicero de Creta». El mayor Patrick Leigh Fermor lideró la operación planificada, asistido por el Capitán Bill Stanley Moss, agentes griegos del SOE y combatientes de la resistencia cretense. No obstante, el General Müller abandonó la isla antes de que el plan pudiera ser ejecutado. El mayor Leigh Fermor decidió secuestrar a Kreipe en su lugar.

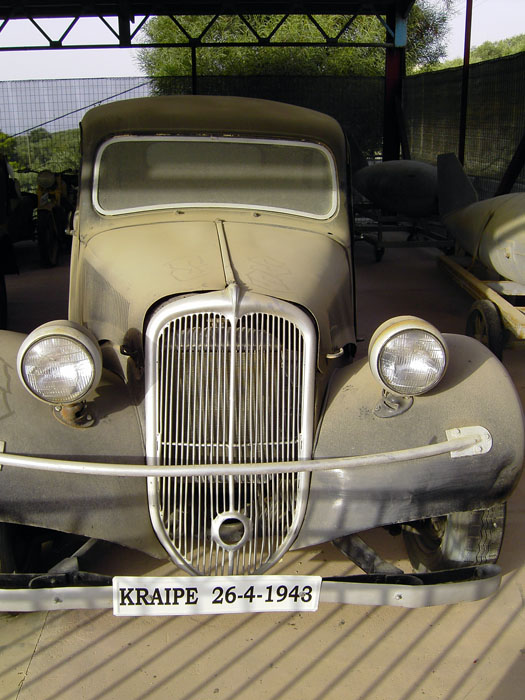
Vehículo de Kreipe.

En la noche del 26 de abril de 1944 el General Kreipe abandonó el cuartel general en Archanes. El automóvil se dirigió sin escolta a una residencia bien vigilada, «Villa Ariadni», a unos 5 km a las afueras de Heraklion. El mayor Leigh Fermor y el capitán Moss, vestidos de policía militar alemana, lo esperaron a 1 km de su residencia. Cuando llegó, pidieron al conductor que se parara y le pidieron su documentación. Tan pronto como el vehículo se paró, Leigh Fermor abrió la puerta de Kreipe, saltó dentro, y lo amenazó con su pistola, mientras que Moss tomó el asiento del conductor. (El secuestro es ahora conmemorado cerca de Archanes.) Moss condujo a los secuestradores y al General durante una hora y media a través de 22 controles de carretera en Heraklion, antes de dejar a Leigh Fermor y abandonar el automóvil, con material que sugería que su escape de la isla había sido mediante un submarino. Moss partió con el General en una marcha a campo a través, apoyado por la resistencia griega, y pronto se reunió con Leigh Fermor. Cazados por patrullas alemanas, los secuestradores cruzaron las montañas para alcanzar la parte sur de la isla, donde una lancha motora británica (ML 842 comandada por Brian Coleman) estaba esperando para reunirse. Finalmente, el 14 de mayo de 1944, fueron recogidos de la playa de Peristeres cerca de Rhodakino y transportados a Egipto.
Kreipe fue interrogado, y después enviado a una campo de prisioneros de guerra en Canadá. Después fue transferido a un campo especial en Gales; Kreipe fue finalmente liberado de cautividad británica en 1947. El General Kreipe se encontró una vez más con sus secuestradores en 1972 en un programa de televisión griego.
Murió en Northeim el 14 de junio de 1976.

## En la cultura popular
En 1950 W. Stanley Moss, uno de los líderes de la operación, escribió un best seller con relación al secuestro —Ill Met by Moonlight—. En el film de 1957 Ill Met by Moonlight, basado en el libro, Kreipe es interpretado por Marius Goring.